# Hyposada astona
Hyposada astona är en fjärilsart som beskrevs av Swinhoe 1901. Hyposada astona ingår i släktet Hyposada och familjen nattflyn. Inga underarter finns listade i Catalogue of Life.